# Морозов Сава Тимофійович
Са́ва Тимофі́йович Моро́зов (рос. Савва Тимофеевич Морозов; нар. 3 (15) лютого 1862, Зуєво, Богородський повіт, Московська губернія, Російська імперія — пом. 13 (26) травня 1905, Канн, Франція) — російський підприємець і меценат.

## Біографічні відомості
Сава Морозов народився в старообрядницькій купецькій сім'ї Тимофія і Марії. Мав трьох братів і п'ять сестер (три дитини померли малими). Був спадковим почесним громадянином Москви.
Дитинство Сави минуло в Москві, у Трьохсвятительському провулку. 1881 року він закінчив Четверту московську гімназію біля Покровських воріт. Цього ж року вступив на природничий відділ фізико-математичного факультету Московського імператорського університету. Морозов поглиблено вивчав філософію й політекономію, відвідував лекції Василя Ключевського. Тоді ж написав значну роботу — дослідження про барвники. Навчальний курс закінчив у 1885-му, не одержавши диплома.
У 1885–1887 вивчав хімію в Кембриджському університеті (Велика Британія), водночас ознайомився з організацією текстильної справи на англійських фабриках (у Манчестері).

### Виробнича діяльність
Після одного з найбільших за історію Росії Морозовського страйку на Микільській мануфактурі, який тривав від 7 до 17 січня 1885 року, захворів Морозов-батько, і у 1886 році Сава Морозов став директором-розпорядником, а з 1887-го — власником і керівником Товариства Микільської мануфактури «Сави Морозова син і Ко».
У склад товариства входило шість основних підприємств і мережа допоміжних. На ньому збудовано турбінну електростанцію. Будівництвом, а згодом і самою станцією керував Леонід Красін.
| «Микільська мануфактура завоювала безліч усіляких дипломів і медалей за відмінну якість продукції. Російська преса охрестила Саву Морозова „купецьким воєводою“. На Всеросійській промисловій виставці та ярмарку в Нижньому Новгороді Морозов як голова ярмаркового комітету підносив цареві хліб-сіль. А пізніше біля „Макарія“ виголосив бойову промову. В ній Сава Тимофійович сказав такі мудрі слова, що вони й досі звучать як заповіт нащадкам: „Багато наділеній російській землі й щедро обдарованому російському народу не личить бути данниками чужої скарбниці та чужого народу… Росія, завдяки своїм природним багатствам, завдяки надзвичайній тямущості свого населення, завдяки рідкісній витривалості свого робітника, може і мусить бути однією з перших у промисловості країн Європи“. Цю промову нашого великого земляка різко критикував Суворін, але видатні представники промисловости та торгівлі цілковито підтримали Саву Тимофійовича». |

Сава Морозов був власник бавовникових полів у Туркестані. Був також директор Трьохгорного пивоварного товариства в Москві. Мав паї цього товариства, а також Купецького банку й акції Торгового банку.
У 1890 році він придбав маєток на Уралі в селищі Всеволодо-Вільва Пермської губернії, маючи на меті використовувати ліс як сировину у виробництві хімічних реактивів. Реактиви були потрібні для створення нових барвників, що використовуються в мануфактурному виробництві. У Всеволодо-Вільві Сава Морозов перепрофілював колишній металургійний завод на хімічний, а згодом відкрив ще один завод такого ж профілю на річці Івак. Головним інженером на цих двох підприємствах був  Борис Збарський.
1905 року Морозов заснував Анонімну спілку об'єднаних хімічних заводів «С. Т. Морозов, Крель і Оттман».
З самого початку своєї виробничої діяльности Сава Морозов скоротив на своїх підприємствах робочий день з дванадцяти до дев'яти годин, а згодом запровадив оплату на вагітність працівницям. Будуючи фабрику за поліпшеним проектом, він подбав також, щоб при ній були казарми, лікарня, богадільня. Морозов влаштував також парк для народного гуляння, бібліотеку й заклав будову робітничого театру.

### Особисте життя
1888 року Сава Морозов одружився з Зінаїдою Морозовою, першим чоловіком якої був його небіж Сергій Морозов. У 1892-му придбав садибу Покровське-Рубцово біля Істри, а наступного року взявся споруджувати нову оселю.
| »1893 року Сава Тимофійович купив у О. М. Аксакова будинок на Спиридонівці, зруйнував його й за проектом архітектора Ф. О. Шехтеля побудував шикарну кам'яницю (нині кам'яниця належить Міністерству закордонних справ Росії). Тут він приймав гостей і влаштовував бали, на яких можна було зустріти Мамонтова, Боткіна, Шаляпіна, Горького, Чехова, Станіславського, Боборикіна й інших видатних людей Росії. Про один із таких балів згадувала Кніппер-Чехова: «Мені довелося побувати на балу у Морозова. Я ніколи в житті не бачила такої розкоші й багатства». Так, багатство і могутність С. Т. Морозова, мабуть, не мали собі рівних у країні. Ще один випадок розповідає про це. Одного разу Зінаїду Григорівну запросили до Великої княгині Ксенії Олександрівни. Букет у гості був такий красивий та пишний, що найвища особа від заздрости закусила губи. Найкращі морозовські садівники складали цей букет, що мистецтвом перевершив царський. Господарі московських ресторанів Тестова та «Слов'янський базар» пишалися тим, що часто приймали такого відвідувача, як Саву Тимофійовича. Найкращі в Росії рисаки «Ташкент» і «Неяда», що належали С. Т. Морозову, вигравали майже всі престижні перегони на московських іподромах". |

### Благодійність і громадська діяльність
У (1890–1897) Сава Морозов очолював комітет Нижньогородського ярмарку, наступні три роки мав посаду гласного Московської міської думи. Крім того, був членом московського відділу Ради торгівлі та мануфактур і Спілки для сприяння поліпшенню та розвитку мануфактурної промисловости.
Він мав своїх стипендіатів у вищих технічних навчальних закладах Росії та зарубіжних країн. Морозовські робітники були краще освічені, ніж робітники інших російських промислових підприємств.
Був почесний член Товариства допомоги нужденним студентам Московського університету.
Сава Морозов подав велику допомогу Московському художньому театру: у 1898 році увійшов до складу Товариства для установлення в Москві Загальнодоступного театру, регулярно вносив пожертви на будівництво та розвиток МХТ, завідував його фінансовою частиною (1901–1904), був ініціатором і головою правління пайової спілки з експлуатації МХТ (1901) та побудови нового театрального приміщення в Камергерському провулку (відкрито 1902 року), яку сам же й оплатив.
У роботу Московського художнього театру Морозов вклав 10 тисяч рублів. Загальні витрати цього мецената на театр становили близько 500 тисяч рублів (у ті часи хорошу кам'яницю в центрі Москви можна було придбати за 10 тисяч).
| «Станіславський заявив, звернувшись до Сави Тимофійовича: „…вкладена Вами праця мені видається ПОДВИГОМ, а вишукана будівля, яка виросла на руїнах кубла, здається сном, що збувся наяву… Я радію, що російський театр знайшов свого Морозова подібно до того, як художество дочекалося свого Третьякова…“» |

На початку XX століття Сава Морозов підтримував стосунки з лідерами ліберального руху, в його будинку № 17 на Спиридонівці відбувалися напівлегальні засідання земців-конституціоналістів. Був пов'язаний також із революційним рухом, фінансував видання соціал-демократичної газети «Іскра», на його кошти засновано перші більшовицькі легальні газети «Нове життя» та «Боротьба». Морозов нелегально провозив на свою фабрику заборонену літературу і друкарські шрифти, у 1905 році ховав від поліції одного з лідерів більшовиків Миколу Баумана. Дружив з Максимом Горьким, був близько знайомий з Леонідом Красіним.
Після 9 січня 1905 року (Кривавої неділі) Морозов заявив голові Комітету міністрів Сергію Вітте про потребу покінчити з самодержавством; склав записку з вимогами свободи слова, друку і спілок, загальної рівноправности, недоторканности особи і житла, обов'язкової шкільної освіти, громадського контролю за державним бюджетом та інше.
У лютому 1905 року Л. М. Андреєв переховував у себе вдома членів РСДРП, 9 лютого до нього на квартиру прибув для прийняття участі в з'їзді районних представників член Центрального Комітету РСДРП - Повар (Щеколдін Ф. І.), де був заарештований з Андреєвим. 10 лютого були посаджені в Таганську в'язницю. Разом вони були випущені під заставу внесену Савою Морозовим.
Після страйку робітників Микільської мануфактури в лютому 1905-го Сава Морозов зажадав у правління Товариства прийняти їхні умови і передати в його руки повне розпорядження справами на фабриці, але мати — Марія Морозова — була проти цього. «17 березня 1905 на чергових зборах пайовиків Микільської мануфактури М. Ф. Морозова була переобрана на посаду директора-розпорядника, а Сава Тимофійович заступив місце директора-розпорядника. Те, що Саву Морозова, всупереч багаторічним твердженням радянських істориків, не усували від справ, підтверджує і вивчення журналів засідань правління Микільської мануфактури».
Морозов важко переживав свою безпорадність, усамітнився не бажав нікого бачити. По Москві почали поширюватися чутки про його божевілля. За наполяганням дружини і матері Морозова, 15 квітня 1905 був скликаний консиліум, у якому взяли участь лікарі Григорій Россолімо, Федір Гриневський і Микола Селівановський. Консиліум дійшов висновку, що у Сави Морозова «важкий загальний нервовий розлад, що виражалося то в надмірному збудженні, неспокої, безсонні, то в пригніченому стані, нападах туги та інше». Рекомендувалося послати Морозова на лікування в Європу.

### Смерть

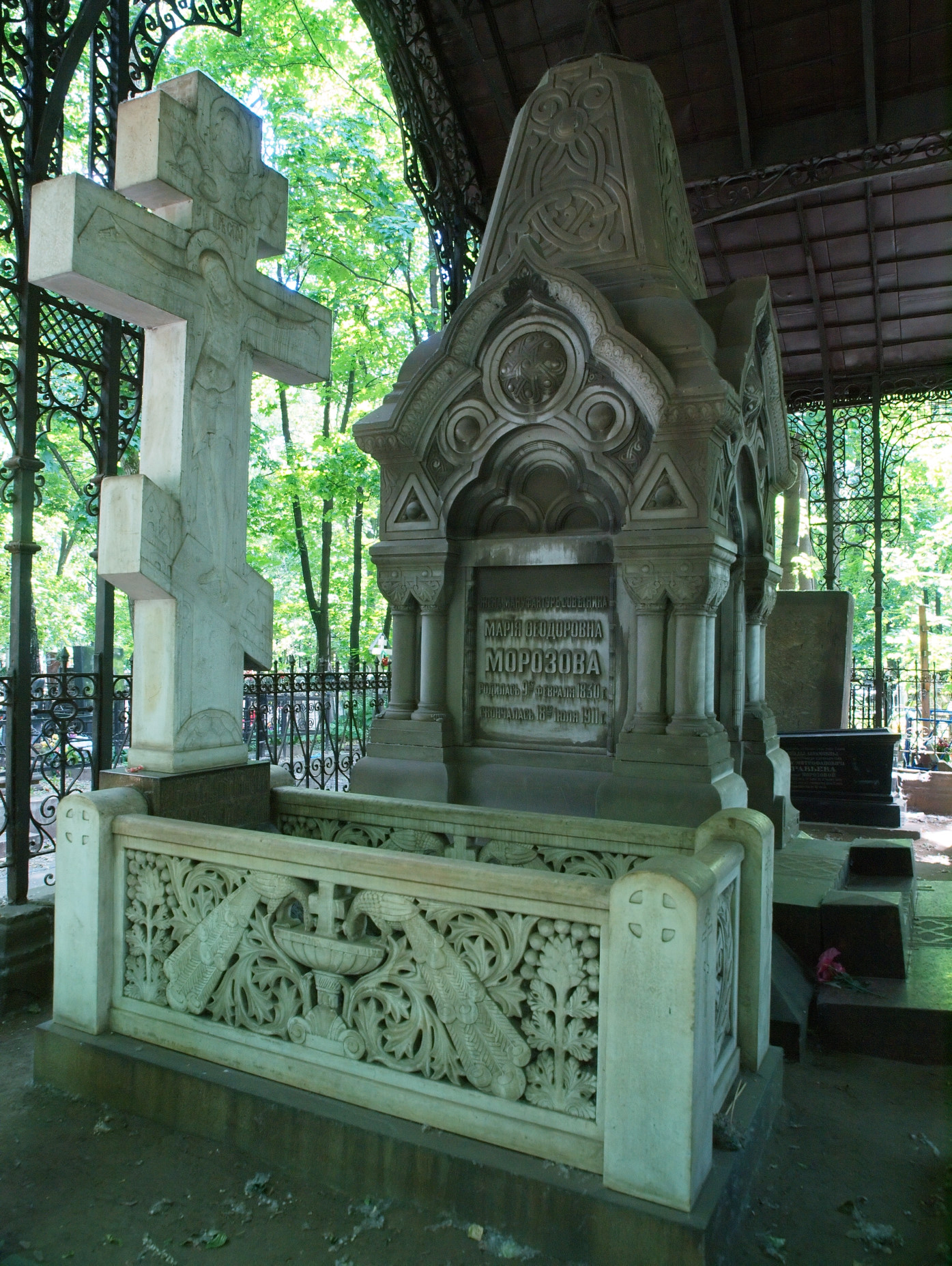
Рогозьке кладовище в Москві. Родинний гробівець купців Морозових.

По кількох днях у супроводі дружини і лікаря Селівановського Сава Морозов поїхав до Берліна, а потім до Канна. Тут 13 (26) травня 1905 року його знайшли в готельному номері мертвим, з простреленими грудьми.
«У день своєї загибелі після другого сніданку Морозов сказав дружині: „Жарко, відпочину до обіду“, — і пішов до себе. Зінаїда Григорівна залишилася розмовляти з лікарем, а потім, радісна, піднялася до себе і сіла до дзеркала, щоб причепуритися. І в цю мить почула постріл…
Руки Сави Тимофійовича складено на животі, пальці лівої обпалено, права рука була розтиснена, й біля неї лежав нікельований браунінг. На підлозі лежав аркушик: „У моїй смерті прошу нікого не звинувачувати“. На ньому не було ні підпису, ні дати. Лікар Селівановський запитав Зінаїди Григорівни: „Це ви закрили йому очі?“ Вона заперечливо похитала головою і сказала, що коли ввійшла до кімнати, то у відчиненому вікні побачила якогось чоловіка, що втікав».
Згідно з офіційною версією французької поліції, Морозов наклав на себе руки. На думку тодішніх угорських та швейцарських експертів-криміналістів, його вбили, інсценувавши самогубство.
Ряд сучасних незалежних істориків-дослідників - А. А. Арутюнов, Юрій Фельштинський та інші - дійшли висновку, що вбивцею був більшовик-терорист Леонід Красін. Також і за показами свідків, одразу після звуку пострілу від дому втікав «рудоволосий чоловік». Словесний портрет «рудоволосого» збігається з зовнішністю тільки однієї людини, що належала до оточення Морозова, — Леоніда Красіна.

Назадовго до своєї смерті Сава Морозов серйозно посварився з Горьким та Красіним з приводу «грошей для партії». За спогадами його сестри, які передала її донька, внучата племінниця Сави Морозова
Його треба було прибрати, тому що більше дати [революціонерам] він нічого не міг. А він зажадав, щоб його ввели в курс їхніх справ
У день похорону Морозова граф Шувалов написав до Департаменту поліції секретне донесення, в якому, зокрема, значилося: «Незадовго перед виїздом із Москви Морозов посварився з Горьким, і в Канн до нього приїздив один із московських революціонерів, а також революціонери з Женеви, що шантажували покійного. Вжито заходи, щоб з'ясувати особу того, що виїхав із Москви для відвідин Морозова».
За спогадами Максима Горького, який був у зв'язку з Красіним, Андрєєвою та іншими керівниками більшовицького підпілля й брав активну участь в інтригах, що мали на меті виманювати від Сави гроші для більшовиків, «Сава Тимофійович ще задовго перед своєю смертю казав, що в його смерті зацікавлені чорносотенці, які не раз надсилали йому листи з погрозами через його участь у революції».
29 травня 1905 року Саву Морозова поховали на старообрядницькому Рогозькому кладовищі в Москві. Про покійного Максим Горький написав:
| «Після смерті Сави Морозова серед робітників його фабрики постала легенда: Сава не помер, замість нього поховали іншого, а він „відмовився від багатства і таємно ходить по фабрикам, навчаючи робітників уму-розуму“. Ця легенда жила довго, аж до революції…» |

## Відзнаки і нагороди
1892 року Саву Морозова нагородили орденом Святої Анни III ступеня «за корисну діяльність і особливу працю у відомстві Міністерства фінансів», а в 1896-му він одержав той же орден — ІІ ступеня. Крім того, у 1893, «за свідченням п. міністра фінансів про корисну діяльність у царині вітчизняної промисловости», Сава Морозов дістав звання мануфактур-радника, а разом з тим і право титулуватися по-цивільному «ваше високоблагородіє».